# 珀蒂特特爾群島

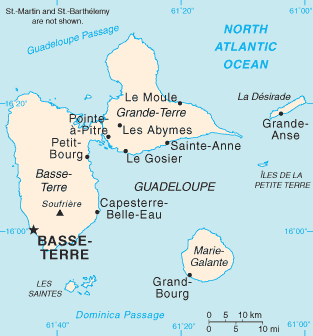

珀蒂特特爾群島（法語：Îles de la Petite-Terre，法語發音：[il də la pətit tɛʁ]；“珀蒂特特尔”意为“小土地”）是法国海外省瓜德罗普的群島，屬於小安的列斯群島的一部分，由2座島嶼組成，位於格朗德特尔岛東南面約10公里的加勒比海，總土地面積0.48平方公里，島上無人居住。

## 外部連結
- Official Site

16°10′15″N 61°6′55″W / 16.17083°N 61.11528°W